# Žerovnica
Žerovnica este o localitate din comuna Cerknica, Slovenia, cu o populație de 224 de locuitori.